# 사법행정제도개선위원회
사법행정제도개선위원회(司法行政制度改善委員會)는 법정책의 수립과 사법제도 및 재판사무의 개선등에 관한 사항에 관하여 법원행정처장의 자문기관으로서 법원행정처에 두는 각종 위원회를 지칭한다.

## 설치 근거
- 사법정책 및 제도개선 등에 관한 위원회규칙 제1조

## 상설위원회
상설위원회는 다음과 같다.
- 미래사법자문위원회
- 헌법자문위원회
- 통일사법연구위원회
- 사법정보화자문위원회
- 사법국제화자문위원회

## 특별위원회
법원행정처장은 특정한 사법정책 및 사법제도에 관한 사항을 조사, 연구하고 그 개선방안을 심의하기 위하여 필요하다고 인정하는 때에는 그 위원회 명과 직능을 정하여 특별위원회를 둘 수 있다.

## 구성

### 위원장

#### 주무위원
위원장은 위원 중에서 법원행정처장이 지명하고, 주무위원은 법원행정처의 실·국장 및 총괄심의관 중에서 법원행정처장이 지명한다.
위원은 다음 각호에 해당하는 자 중에서 법원행정처장이 위촉한다.
1. 판사
2. 검사
3. 변호사
4. 대학교수
5. 사무관이상의 법원공무원
6. 심의할 사항과 관련이 있는 다른 행정기관의 사무관이상의 공무원
7. 심의할 사항에 관하여 학식과 경험이 풍부하여 위원으로 함이 적합하다고 인정되는 자